# 各界对以伊战争的反应
2025年6月以伊战争爆发后，各国政府和非政府实体对袭击及持续的反击反应不一。伊朗政府、公众及海外侨民均作出了表态。以色列总理本雅明·内塔尼亚胡向伊朗公民发表了一份声明。
世界各国也纷纷就其在此次冲突中的立场发表声明，主要呼吁以色列和伊朗双方缓和紧张局势，并更广泛地缓和中东地区的紧张关系。同时，也出现了一些针对这场战争的示威活动。

## 伊朗

### 政府
伊朗武装部队发言人阿布法兹勒·谢卡尔奇誓言要对以色列和美国进行报复。 最高领袖阿里·哈梅内伊在袭击后发表声明，称袭击为“罪行”，并警告“犹太复国主义政权为自己准备了痛苦而悲惨的命运”。 伊朗外交部表示，根据《联合国宪章》，伊朗拥有回应以色列袭击的“合法权利”，并指出美国也需为“犹太复国主义政权冒险行径的危险影响和后果”负责。 伊斯兰革命卫队表示，即使在其总司令侯赛因·萨拉米去世后，也已准备好作出回应。 艾哈迈德·瓦希迪被任命为伊斯兰革命卫队临时总司令，直至阿里·哈梅内伊任命穆罕默德·帕克普尔少将接任。 议员阿拉丁·布鲁杰迪表示，“伊朗将不参加[6月15日]与美国的第六轮核谈判，直至另行通知。” 前总统穆罕默德·哈塔米呼吁谴责此“罪恶行径”，并表示联合国应在“通过严肃和全面”谴责以色列以“防止进一步悲剧”的努力中走在“最前沿”。 伊朗警告美国、英国和法国，任何对以色列的援助都将导致其地区基地和船只成为目标， 并且一枚伊朗导弹已对美国驻特拉维夫领事馆造成了损害。 6月13日，伊斯兰议会理事会委员会负责人宣布，“犹太复国主义政权和美国应该知道，他们将收到迅速、果断和毁灭性的回应。”次日，确定国家利益委员会成员穆罕默德-礼萨·巴霍纳尔呼吁打击该地区的美国阵地，指责华盛顿欺骗并敦促其重新考虑对以色列的支持。 伊朗通信部宣布实行全国性的互联网限制。 2025年6月19日，高级官员穆赫辛·雷扎伊表示，以色列的袭击旨在通过杀害高级军事领导人在该国制造混乱，但该计划已被挫败，并称以色列的目标是将伊朗变成叙利亚，使其陷入长达10年的不安全状态。

### 伊朗社会
在以色列的袭击导致伊朗高级指挥官丧生后，许多伊朗人感到愤怒与焦虑交织。“我们会追捕他们，惩罚他们：以眼还眼，”一位德黑兰出租车司机说。在首都，人们聚集在大屏幕前，为伊朗导弹反击的画面欢呼，而其他人则表示希望冲突不会升级为全面战争。 德黑兰的抗议者集会高呼反以色列口号，要求采取强硬回应，并警告若不采取坚决行动，伊朗可能面临加沙那样的毁灭。
据《华盛顿邮报》报道，国家限制和伊朗人不愿意公开与国际媒体交谈，使得“难以衡量伊朗的公众情绪”。持续的经济挑战、政治限制和国际紧张局势导致了对改革前景的普遍沮丧和幻灭。一些接受该报采访的伊朗人对某些政府官员的死亡表示满意，甚至有人利用额迪尔·胡木节表达这种情绪。另一些人则认为，对于国外观察者来说，这则新闻似乎更令人担忧，并指出伊朗人过去曾经历过巨大的苦难。报道还提到了支持政府和反对以色列的示威活动。 NPR引述一名妇女对以色列的袭击表示赞同，而其他人则称此消息是多年困境中难得的解脱时刻。 一些伊朗人高呼反对最高领袖哈梅内伊的口号，社交媒体用户则建议攻击象征性目标，如官方媒体及其子穆杰塔巴·哈梅内伊，后者与过去的镇压有关。然而，一些观察人士担心，通过定点清除来动摇领导层可能会导致无政府状态和更广泛的地区不稳定。
伊朗安全部队已开始大规模镇压被指控分享“支持以色列”内容的人士。6月13日，霍尔木兹甘省警察指挥部报告逮捕了14名公民，声称在以色列袭击后，他们“试图扰乱公众舆论并在网络空间散布谣言，后经技术和情报手段被识别”。至少有10名伊朗人因与以色列有关的间谍指控被拘留。
然而，许多伊朗人对局势升级表示担忧，也有报道称发生了反以色列的示威活动。库姆和德黑兰的抗议者呼吁进行报复。 抗议者挥舞着伊朗国旗和巴勒斯坦国旗，并高举被杀的伊斯兰革命卫队将军卡西姆·苏莱曼尼的肖像。 在德黑兰，示威者展示了被杀指挥官和科学家的照片，一些参与者表示，为确保长期安全，必须彻底击败以色列，而非仅仅进行报复。 其他人则对当前局势感到恐惧：“我们因压力而死了一千次，尤其像我这样有孩子的人。”
伊斯兰议会中的犹太人代表霍马永·萨米表示，以色列正在犯下战争罪和反人类罪，并强调伊朗犹太人是伊朗人民的一部分。 伊斯法罕的一位犹太社区代表公开谴责以色列对伊朗核设施的袭击，称之为“野蛮”行径，导致了“包括无辜儿童在内的亲爱同胞”的死亡。

#### 伊朗僑民
- 流亡伊朗王國儲君禮薩·巴列維發表公告，呼籲伊朗軍隊與安全機構與政權決裂。他表示：「阿里·哈梅內伊這個反伊朗的獨裁者，再次將我們的祖國捲入戰爭……我想對軍隊、執法與情報機構說清楚：這個政權及其腐敗無能的領導層，根本不在乎你們的生命與國家命運。請與他們劃清界線，站在人民這一邊[26][27]。」
- 人權活動家瑪絲希·阿林尼賈德指出：「消滅一名恐怖份子不是悲劇，而是為無數受害者伸張正義的重要一步[28]。」
- 伊朗裔瑞典政治人物阿里雷扎·阿洪迪批評政權多年以來壓迫人民，說：「近半個世紀以來，伊朗人民忍受戰爭、制裁與極權統治之苦。如今，政權面臨報應，卻妄圖躲在被其出賣與壓迫的人民身後[29]。」
- 法律與哲學教授阿夫辛·埃利安說：「那些昨夜下地獄的革命衛隊指揮官，是伊朗人民的劊子手，當中還包括在『女人、生命、自由』運動中被殺的女性。對這些人無須憐憫。伊朗人民，是時候站起來，推翻這個反伊朗的政權，莫讓機會再次流失[27]。」
- 律師尤利西斯·埃利安則表示：「波斯雄獅將再度崛起。伊朗人民渴望自由，而神權政權與革命衛隊的日子已屈指可數[27]。」
- 伊朗裔加拿大籍議員高蒂·加馬里稱：「這是否是伊斯蘭共和國的『黑天鵝時刻』？政權前所未見地試圖號召民眾支持……然而，伊朗人早已拒絕他們的國旗，拒絕這個政權，他們渴望的是過去的獅子與太陽旗[30][27]。」

## 以色列
以色列總理內塔尼亞胡在電視訪問中表示：「我們正處於國家歷史的關鍵時刻」，他指控伊朗是「全球恐怖主義與野蠻行徑的輸出國」，並稱：「我們正保衛整個自由世界。」他補充道，伊朗已累積足夠製造九枚核武的濃縮鈾，並感謝美國總統特朗普的支持。內塔尼亞胡強調，這次攻擊是「即時且必要的軍事行動」，並誓言「行動將持續，直到完全解除對以色列的毀滅威脅為止」。國防軍總參謀長埃亞勒·扎米爾則表示，軍方已動員數萬名士兵，並在所有邊境加強部署。他警告：「任何挑戰我們的人都將付出慘痛代價」，並稱目前「已無退路」可言。
反對黨擁有未來領袖、前總理亞伊爾·拉皮德也表示對軍事行動「完全支持」。

## 美国
美國總統特朗普警告伊朗必須「立即就核計劃達成協議」，否則將面臨「更具毀滅性與致命性的軍事行動」。他表示，目前已有「重大死傷與破壞」，未來若伊朗不妥協，將會遭受「更殘酷的打擊」。特朗普批評伊朗拒絕過去的談判機會，並稱已向伊朗表示「就照做吧」，但對方「就是做不到」。他強調，美方將繼續軍援以色列，「以色列已有許多武器，未來還會更多——而且他們非常懂得如何使用」。國務卿馬可·魯比奧表示，這次行動完全由以色列單方面決定，美國並未參與。以色列已向美國通報，稱此為自衛之舉。魯比奧同時警告伊朗「切勿攻擊美方相關利益或人員」，並指美方正採取一切必要行動，與地區盟友保持溝通。共和黨參議員吉姆·里施也警告伊朗，「若選擇攻擊美國，將是不智之舉」。民主黨參議員傑克·里德則對以色列的行動提出批評，指其「魯莽升級行動可能引發地區暴力」。

## 其他國家
- 阿富汗：塔利班譴責這次襲擊，並對以色列在加沙地帶持續的軍事行動表示擔憂[43]。
- 阿尔及利亚：外交部谴责对伊朗的袭击，并敦促国际社会特别是联合国安理会承担起维护全球和平与安全的责任，终止以色列危害地区安全与稳定的政策[44]。
- 阿根廷：总统哈维尔·米莱支持以色列对伊朗采取军事行动，称“以色列接受其他国家的存在，但伊朗不接受以色列的存在”[45]。米莱谴责伊朗对以色列的反击，对以色列此前的军事行动表示支持，并称“（我们）正在与邪恶作斗争”[46]。2025年6月20日，米莱进一步评论这场战争，称“伊朗是阿根廷的敌人”，并指责该国制造了AMIA袭击案和1992年布宜诺斯艾利斯以色列大使馆爆炸案。米莱还重申了对“他亲爱的朋友内塔尼亚胡”的支持，并表示以色列“做了别人不做的脏活”，并补充说以色列正在“拯救西方文化”[47]。
- 亞美尼亞：外交部發聲譴責以色列的「單方面攻擊行動」，批評此舉「破壞和平努力，並危及整個地區的穩定與全球和平」[48]。
- ：总理安东尼·阿尔巴尼斯表示，尽管他意识到“伊朗成为核国家将对地区和平与安全构成威胁”，但他警告不要让局势进一步升级，并呼吁美国主导的对话，以阻止该地区进一步的不稳定[49]。外交部長黃英賢表示對以伊局勢升溫感到「憂慮」，並表示：「這場危機可能進一步擾亂已高度不穩的地區秩序[50]。」
- 奥地利：总理克里斯蒂安·施托克尔敦促伊朗和以色列要极其谨慎。外交部长贝亚特·迈因尔-赖辛格（英语：Beate Meinl-Reisinger）敦促各方保持高度谨慎，缓和局势，并重返外交渠道[51]。
- ：外交部对伊朗遭受的袭击深表关切，并敦促各方根据国际法律规范和原则友好解决问题[52]。
- 巴林：巴林谴责针对伊朗的袭击，并警告称此举将对地区稳定与安全造成严重后果。巴林要求各方保持克制，缓和局势，降低紧张局势[53]。
- ：外交部强烈谴责以色列对伊朗的军事打击，称其违反国际法，威胁全球和平。该国敦促各方保持克制，并强调“外交和相互尊重仍然是实现持久和平的唯一可行途径”[54]。
- 白俄羅斯：白俄罗斯对袭击事件表示严重担忧。白俄罗斯声称，在战争中使用武力可能造成难以预测的全球性影响，危及地区稳定与安全，并引发人道主义危机[55]。
- 比利时：副首相兼外交部长马克西姆·普雷沃（英语：Maxime Prévot）对任何加剧该地区不稳定的行动表示担忧，并表示以色列对伊朗的攻击和伊朗的回应代表着一个危险的转折点[56]。
- 玻利维亚：总统路易斯·阿尔塞谴责这些袭击，并警告称这些事件可能造成难以预测的后果。他祝愿伊朗早日恢复和平，并表达了“对兄弟伊朗人民和政府的深切声援(...)”[57]。
- ：外交部长埃尔梅丁·科纳科维奇谴责此次袭击[58]。
- 巴西：外交部发表声明对以色列的袭击表示“坚决谴责”，称其“明显侵犯”了伊朗主权和国际法[59]。
- ：外交部强烈谴责针对伊朗的袭击，称其公然侵犯了伊朗的主权和领土完整。外交部重申伊朗根据《联合国宪章》第五十一条享有自卫权。[60]
- 保加利亚：外交部表示正密切关注事态发展，并敦促各方保持高度克制，立即化解局势[61]。
- 加拿大：总理马克·卡尼呼吁“最大限度的克制”，同时重申“以色列有权自卫并确保其安全”[62]。
- ：该国是签署由埃及牵头的谴责以色列袭击伊朗声明的21个阿拉伯和穆斯林国家之一[63]。
- 智利：外交部表示，智利政府对近期以色列与伊朗之间暴力冲突升级深感忧虑，此次冲突源于以色列对伊朗军事设施发动先发制人的打击，危及地区和国际和平与稳定[64]。
- 中华人民共和国：外交部發言人林劍谴责以色列侵犯伊朗主权，[65]呼吁有关各方多做有利于促进地区和平稳定的事，避免紧张事态进一步升级[9][66]。常驻联合国代表傅聪谴责此次袭击[67]。中國駐伊朗大使館形容當前情勢「嚴峻且複雜」，並提醒僑民保持警覺、遠離敏感或人群密集地區[68]，中國駐以色列大使館亦發出相同安全警示[69]。
- 哥伦比亚：外交部表示，哥伦比亚政府呼吁各方保持克制，尊重外交渠道，并利用多边机构协助防止冲突升级，推动该地区朝着和平、长期解决的方向发展[70]。
- ：该国是签署由埃及牵头的谴责以色列袭击伊朗声明的21个阿拉伯和穆斯林国家之一[63]。
- ：外交部发表声明，对中东地区不断升级的安全局势表示严重担忧[71]。
- 古巴：古巴共产党中央委员会第一书记、国家主席米格尔·迪亚斯-卡内尔强烈谴责袭击，要求停止暴力，并敦促遵守国际法[72]。
- 賽普勒斯：总统尼科斯·赫里斯托祖利季斯表示塞浦路斯“没有以任何方式参与其中，其作用一如既往地是稳定和人道主义的。”他希望该地区不会发生进一步的升级，因为它“在任何情况下都无济于事”[73]。
- 捷克：外交部長揚·利帕夫斯基表示，鑑於伊朗發展核計劃並支持哈馬斯與真主黨，這次以色列对伊朗的空襲是「合理回應」。他指出，對「防止伊朗製造核武」的軍事行動深表理解，並指責伊朗長期違背國際承諾，且持續發表意圖摧毀以色列的言論[74]。
- ：该国是签署由埃及牵头的谴责以色列袭击伊朗声明的21个阿拉伯和穆斯林国家之一[63]。
- 埃及：外交部表示，埃及正密切关注当前局势。埃及谴责对伊朗的袭击，称此举将使局势恶化，引发更广泛的地区冲突，对该地区的稳定与安全造成前所未有的影响[75]。
- 芬兰：外交部长埃利娜·瓦尔托宁对局势表示严重关切，并表示必须停止军事升级的循环[76]。
- 法國：总统埃马纽埃尔·马克龙表示以色列應“立即停止”与伊核计划无关的袭击[77]。内政部长布鲁诺·勒塔约已指示地方当局在全国范围内加强警惕，特别是在礼拜场所、节日集会以及与以色列和美国利益相关的场所[78]。
- ：该国是签署由埃及牵头的谴责以色列袭击伊朗声明的21个阿拉伯和穆斯林国家之一[63]。
- ：外交部对伊朗和以色列之间日益加剧的紧张局势对地区和国际安全构成的日益严重的威胁表示严重担忧。声明明确指出，外交努力对于缓和紧张局势和维护稳定至关重要[79]。
- 德国：总理弗里德里希·默茨起初呼籲以伊雙方冷靜，避免導致局勢失控，並表示德國願動用一切外交手段協助降溫。他透露，以色列總理納坦雅胡事前已親自通報行動。默茨重申「防止伊朗取得核武」仍是首要目標，並強調以色列有權「保衛其國家與人民的安全」。德國亦將加強對國內猶太與以色列設施的安保工作[80][81]。後來改口稱支持以色列空襲伊朗。[82]
- ：外交部呼吁双方保持最大耐心，重视沟通，并通过外交渠道缓和局势[83]。
- 希腊：总理基里亚科斯·米佐塔基斯强调该地区迫切需要缓和紧张局势。他强调，在接受伊朗绝不能获得核能力的前提下，外交途径是唯一现实的前进之路。他还警告不要在中东冲突中开辟新的战线[84]。
- ：危地马拉政府发表声明，对袭击表示严重关切。声明强调，这种情况只会加剧冲突，并有可能超越地区范围，演变成全球性冲突。[85]。
- ：联合国常驻代表卡罗琳·罗德里格斯谴责以色列对伊朗的袭击“违反了《联合国宪章》，并强烈敦促以色列和伊朗双方避免冲突升级。[86]
- 聖座：教宗良十四世敦促两国进行讨论并采取“理性”行动。他还指出，他正“高度关注”事态发展[87]。
- 匈牙利：外交部长西雅尔多·彼得通知以色列外长吉德翁·萨尔匈牙利对恢复中东和平有着既得利益。他还表示，他祝愿该地区人民尽快恢复正常生活，摆脱日常恐怖和火箭弹袭击[88]。
- 印度：外交部發言人蘭迪爾·庫馬爾·賈伊斯瓦爾指出，印度正密切關注整體局勢，包括有關核設施遭襲的報導[68]。
- 印度尼西亞：外交部強烈譴責以色列針對德黑蘭的大規模空襲，並警告該行動恐引發更大規模的區域衝突[89]。發言人羅利安莎·蘇米拉特呼籲各國應遵守國際法，透過和平方式解決爭端[90]。
- 伊拉克：巴格達政府對美伊外交談判破裂表達遺憾，並譴責以色列的襲擊行為「公然違反國際法與《聯合國憲章》」，呼籲聯合國安理會立即介入處理[91]。
- 愛爾蘭：副总理西蒙·哈里斯称这些袭击“极其危险”，极其可怕。他在电视讲话中还敦促各方“悬崖勒马”，并表示该地区局势必须立即“降级”[92]。
- 義大利：副总理兼外交部长安东尼奥·塔亚尼在会见伊朗外长阿巴斯·阿拉格齐时表示，他希望伊朗避免与以色列的军事对抗升级，因为这将对整个地区造成极大的危害[93]。
- 日本：日本首相石破茂谴责以色列对伊朗核设施和军事目标的袭击，他向记者表示，以色列的行动「无法忍受」、「极为遗憾」[94]。內閣官房長官林芳正表示，日本政府將盡最大努力避免局勢惡化，並承諾採取各項措施，保障在伊朗及相關地區的日本公民安全[95]。
- 约旦：约旦谴责此次袭击公然违反国际法和《联合国宪章》，侵犯联合国成员国主权。外交部发言人苏菲安·库达警告称，此次事件危及地区安全与稳定，加剧地区紧张局势[96]。
- ：外交部发表声明对袭击事件表示严重关切，并敦促根据国际法和《联合国宪章》通过外交和政治渠道迅速解决该问题[97]。
- ：外交部首席秘书科里尔·辛格埃呼吁伊朗和以色列保持克制，并根据《联合国宪章》寻求和平解决导致当前局势升级的当前问题[98]。
- 科索沃：看守总理阿尔宾·库尔蒂声明称“科索沃共和国关切地关注以色列和伊朗之间的紧张局势，并呼吁有关各方保持克制，以避免该地区安全危机进一步升级……外交方案是解决安全问题、制止暴力、防止更广泛的地区和全球后果的正确途径。”[99]
- 科威特：科威特谴责此次袭击，称其对地区安全构成威胁、公然侵犯伊朗主权并违反所有国际规则[100]。
- ：外交部对以色列和伊朗之间紧张局势升级深表关切。外交部敦促双方保持高度谨慎，避免采取任何可能导致该地区局势恶化的行动，以和平方式解决当前局势[101]。
- 拉脫維亞：外交部长巴伊巴·布拉热在会晤中指出，拉脱维亚支持欧盟对伊朗的制裁，以减少伊朗对俄罗斯的支持、核计划以及敌对的地区政策。此外，拉脱维亚敦促以色列停止任何可能造成意料之外的广泛影响的进一步升级[102]。
- 黎巴嫩：總統約瑟夫·奧恩表示，以色列的攻擊行動「不僅針對伊朗人民，更破壞了國際社會為維護中東及鄰近地區穩定所作的努力」，同時「削弱了原本在促進和平解決方案方面已有進展的調解行動」。他呼籲國際社會「迅速而果斷地阻止以色列推行其越趨明確且極具危險性的目標」[103]。
- 利比亞：民族统一政府强烈谴责此次袭击，称其“公然侵犯”了伊朗主权。它强调全力支持旨在缓和紧张局势的外交活动，并强调此类行动破坏了维护该地区稳定的持续努力。[104]
- 立陶宛：总统吉塔纳斯·瑙塞达敦促双方表现出“克制”，立即采取措施“稳定局势”，同时补充说，绝不允许伊朗发展核武器，伊朗与国际社会的合作还不够[105]。外交部发表了类似声明[105]。
- 盧森堡：副首相兼外交部长格扎维埃·贝泰尔批评空袭时机不当，称空袭发生在“美国和伊朗就伊朗核计划进行谈判之际”，并强调分歧应通过外交途径解决[106]。
- 马来西亚：马来西亚谴责此次袭击，称其对全球和平与安全构成重大威胁，公然违反国际法，尤其是《联合国宪章》。马来西亚进一步表示，必须尽一切努力阻止局势恶化，因为恶化可能破坏该地区的稳定，并对整个世界产生深远影响[107]。
- 馬爾地夫：总统穆罕默德·穆伊兹谴责此次袭击并强调这种侵略行为违反了国际法[108]。
- 毛里塔尼亚：毛里塔尼亚强烈批评并谴责此次袭击，认为其侵犯了伊朗主权，也违反了《联合国宪章》。毛里塔尼亚还呼吁国际社会施加压力，制止此类袭击，并努力遏制事态升级，强调该地区面临的危机只有通过政治和平途径才能得到解决[109]。
- 墨西哥：外交部对此次袭击表示强烈谴责，指出袭击对平民和地区稳定构成重大威胁。外交部还强调墨西哥的和平使命，并强调其外交政策植根于宪法基础。[110]。
- 摩尔多瓦：外交部强调摩尔多瓦对袭击表示关切。声明进一步表示，摩尔多瓦同意国际社会关于紧急缓解紧张局势的要求[111]。
- 纳米比亚：总统内通博·南迪-恩代特瓦指责以色列的袭击违反了国际法。她还呼吁各方保持克制并采取外交手段，同时重申纳米比亚遵守国际法、和平共处和维护主权。[112]
- 尼泊尔：尼泊尔对近期冲突升级表示严重关切。外交部建议伊朗和以色列避免局势进一步升级，并通过外交渠道进行对话，以促进和平与地区稳定[113]。
- 荷蘭：内阁对袭击事件表示担忧，首相迪克·斯霍夫称其“令人震惊”，并鼓励所有相关人员“保持冷静，避免进一步的袭击和报复”[114]。
- 新西兰：總理克里斯多福·盧克森形容伊朗遭遇襲擊事件「令人極度關注」，外交部長溫斯頓·彼得斯則呼籲以伊雙方克制，防止局勢惡化[39][115]。
- 尼加拉瓜：联合总统罗萨丽奥·穆里略谴责此次袭击是不幸的事件。她强调，“这是一次懦弱的袭击”，“它违反了所有法律和共存规范以及国际条约”[116]。
- 奈及利亞：尼日利亚谴责此次袭击，称其严重加剧了中东紧张局势，并对国际和平与稳定构成威胁。尼日利亚外交部发言人基米埃比·埃比恩法表达了尼日利亚的深切担忧，并要求各方为了地区和国际和平保持高度谨慎[117]
- 北賽普勒斯：总理于纳尔·于斯泰尔（英语：Ünal Üstel）表示，“针对我国和土耳其共和国总统雷杰普·塔伊普·埃尔多安先生的言论，是明显的诽谤和歪曲事实……一个用战机轰炸医院和学校、践踏基本生命权的政权的代表，竟然以道德和法律的名义说话，这简直是虚伪。”[118]
- ：外务省发表题为《给中东带来新战争的侵略势力永远不会逃避破坏世界和平的责任》的声明，谴责此次袭击是“国家支持的恐怖主义非法行为”。并警告美国和一些欧洲国家不要“煽动战火”[119][120]。
- 挪威：外相埃斯彭·巴特·艾德批評以色列這次襲擊，稱其違反國際法，加劇地區緊張局勢，並危及全球安全[121]。
- 阿曼：阿曼政府譴責以色列應當為襲擊行為及其造成的後果負全責[122]。
- 巴基斯坦：外交部譴責以色列對伊朗的襲擊，並援引《聯合國憲章》第五十一條，強調伊朗有正當自衛權[123]。總理夏巴茲·謝里夫亦公開譴責攻擊，表明支持伊朗行使自衛權，並敦促聯合國採取「緊急措施」防止局勢升級。副總理伊斯哈格·達爾亦發表聲明支持總理立場[124]。
- ：外交部长埃利亚斯·沃亨古表示，巴布亚新几内亚“在这一不确定和冲突时期与以色列人民团结一致”，并呼吁巴布亚新几内亚人民“为以色列国祈祷”[125]。
- 巴拉圭：外交部发表声明，呼吁地区和平，同时重申坚决支持以色列及其自卫权利[126]。
- 秘魯：秘鲁政府对此次袭击深表担忧，认为其危及国际和平，违反国际法。秘鲁政府敦促各方避免事态进一步升级，以免对地区稳定和全球安全造成意想不到的影响。[127]。
- 菲律賓：外交部对袭击事件表示“严重关切”。外交部发言人玛丽亚·特雷西塔·达萨敦促有关国家缓和局势，寻求和平。菲律宾驻伊朗、伊拉克和以色列大使馆发布了新的警告，要求菲律宾公民保持警惕，避免前往公共场所[128]。
- 波蘭：内政部长托马斯·西蒙尼亚克表示，波兰正与以色列盟友合作监视以色列的军事行动，“主要从波兰的安全利益和居住在中东的波兰公民的角度出发”[129]。副总理兼国防部长瓦迪斯瓦夫·科西尼亚克-卡梅什表示没有预见到波兰驻黎巴嫩和土耳其部队会采取任何行动[130]。总理唐纳德·图斯克提及此次袭击来证明扩大国内武器生产是合理的[131]。
- 葡萄牙: 总统候选人路易斯·马克斯·门德斯敦促欧洲采取果断行动阻止此类袭击，他称此类袭击是“对世界非常敏感地区的完全无端、极不必要，最重要的是非常危险的干预”[132]。
- ：卡塔尔强烈谴责以色列对伊朗的袭击，称其是对伊朗安全和主权的公然侵犯，也是对国际法的公然违反。卡塔尔重申其坚决反对一切形式暴力的立场，并呼吁各方保持克制，防止局势升级，避免扩大冲突范围，危及地区和平与稳定[133]。
- 羅馬尼亞：外交部对此次袭击事件深表关切。外交部进一步指出，有必要采取外交措施，以在不扩散原则的基础上，通过谈判达成可核查的伊朗核计划解决方案，并阻止事态进一步升级。外交部重申以色列拥有自卫和维护国家安全的权利[134]。
- 俄羅斯：總統發言人德米特里·佩斯科夫表示，俄方「對局勢急劇升溫深感擔憂，並予以嚴正譴責」[135]。总统弗拉基米尔·普京与伊朗总统马苏德·佩泽什基安和以色列总理本雅明·内塔尼亚胡举行会谈，谴责以色列的袭击并提出在两国之间进行调解[136]。
- 沙烏地阿拉伯：外交部譴責以色列襲擊為「殘暴行徑」，批評其公然違反國際法與國際慣例[137]。
- 塞内加尔：外交部强烈谴责此举，称其为“侵略”和“违反国际法”，以及“对国际和平与安全的严重威胁”[138]。
- 塞爾維亞：总统亚历山大·武契奇表示担心袭击可能导致经济不稳定、政治动荡和全球不安。“我只希望这一切尽快结束，”他补充道[71]。
- 新加坡：外交部呼籲所有相關方在衝突中「保持克制」，並緩和緊張局勢。在以色列和伊朗的新加坡人被建議留在室內，在接獲警報時前往安全避難處，密切關注新聞，並遵從當地政府的建議[139]。
- 斯洛維尼亞：总统娜塔莎·皮尔茨·穆萨尔指责以色列使局势“升级”[71]。驻联合国副大使翁迪娜·布洛卡尔·德罗比奇在周五的安理会会议上表达了她对以色列袭击伊朗以及伊朗的反应的深切关注[140]。
- ：该国是签署由埃及牵头的谴责以色列袭击伊朗声明的21个阿拉伯和穆斯林国家之一[63]。
- 南非：外交部表示南非对此次袭击深感关切，这些袭击根据国际法，包括《联合国宪章》和国际人道主义法所载的主权、领土完整和保护平民的原则，引发了严重关切。此外，南非呼吁立即加强外交努力，以缓解紧张局势，促进中东地区的稳定，并要求各方保持最大程度的克制[141]
- ：外交部发言人表示，韩国政府对此次袭击深感忧虑，并谴责任何加剧局势恶化的行动。声明呼吁所有有关各方保持高度谨慎，缓解地区紧张局势[142]。
- 西班牙：西班牙政府谴责此次袭击，并呼吁各方保持克制，立即停止暴力。西班牙重申其致力于维护中东地区稳定，并将继续与盟友合作，实现该地区的持久和平[143]。
- 斯里蘭卡：外交部呼吁两国将外交和沟通放在首位，以缓解伊朗和以色列之间日益紧张的关系[144]。
- 苏丹：外交部谴责对伊朗的袭击，称其“对国际和平与安全构成严重威胁”[145]。
- 瑞典：外交部长玛丽亚·马尔默·斯蒂纳加德表示，“该地区局势已经十分紧张和不稳定，现在形势非常严峻，我们正密切关注事态的快速发展，与许多其他国家一样，我们敦促各方缓和局势。”[146]
- 瑞士：联邦委员兼外交部长伊尼亚齐奥·卡西斯表示瑞士对此次袭击深感担忧，呼吁各方保持高度警惕，避免采取任何加剧紧张局势的行为[147]。
- 叙利亚：过渡政府从此次冲突爆发后一直保持沉默[148][149]。
- ：外交部谴责以色列对伊朗的军事行动，并对局势升级表示严重关切。外交部强调，解决该地区任何争端和问题的唯一合法途径是通过对话和谈判[150]。
- 泰國：外交部发言人尼孔德·巴兰库拉表达了泰国对冲突不断扩大的规模和后果的深切担忧。他表示：“泰国敦促各方保持最大限度的克制，防止局势进一步恶化，否则必然会伤害无辜平民。”[151]
- 突尼西亞：突尼斯强烈谴责这些袭击和对其安全和主权的恶意侵犯，认为这些袭击违反了《联合国宪章》和所有国际规则和标准，威胁到该地区乃至全球和平、安全与稳定的基础[152]。
- 土耳其：外交部以「最嚴厲措辭」譴責以色列，指責其「無意透過外交方式解決分歧」[153]。
- ：土库曼斯坦对地区局势恶化表示担忧，表示“拒绝使用或威胁使用武力作为解决政治或其他问题的手段”，主张在《联合国宪章》和全球公认原则的基础上寻求和平解决方案[154]。
- 乌克兰：外交部對以色列的攻擊表示擔憂，並警告持續的敵對行動可能對國際安全和全球金融穩定造成負面影響，尤其是在石油市場上。另外，外交部指出伊朗政府為莫斯科提供武器是為了殺害烏克蘭人，並支持俄羅斯對烏克蘭的入侵[155]。此外，烏克蘭建議其公民離開以色列和伊朗[156]
- 阿联酋：阿拉伯联合酋长国谴责此次袭击，并对当前局势升级及其对地区安全与稳定的影响表示深切担忧。外交部在一份声明中强调，必须采取最高程度的自我控制和判断力，以降低风险并阻止冲突进一步恶化[157]。
- 英国：首相基尔·斯塔默呼籲「所有相關方保持克制，並重返外交談判桌」，以避免局勢惡化[158]。
- 乌拉圭：外交部对军事升级表示担忧，这可能会加剧本已微妙的地区局势[159]。
- ：外交部发表声明，对此次袭击表示“严重关切”，并敦促各方保持高度谨慎，立即停止一切军事行动，并寻求外交和政治手段解决问题[160]。
- 委內瑞拉：总统尼古拉斯·马杜罗谴责此次袭击，称其为“违反国际法和联合国宪章”的“犯罪袭击”，并进一步表示“反对战争、反对法西斯主义、反对新纳粹犹太复国主义”，并指责法国、德国、英国和美国支持“21世纪的希特勒”对抗“高尚而和平的伊朗人民”[161]。内政部长迪奥斯达多·卡韦略表示支持伊朗政府，并宣布在加拉加斯街头游行，支持和平，抗议以色列对伊朗的袭击[162]。卡韦略还指控玛丽亚·科里纳·马查多主张美国对委内瑞拉进行军事干预，此前马查多曾表示，马杜罗政权与伊朗关系密切，对西半球和美国构成严重威胁[163]。
- 越南：外交部发言人范秋姮表示越南对此次袭击深感忧虑，强烈谴责危险的升级行动、使用武力以及违反国际法、《联合国宪章》和侵犯国家主权的行为。她指出，应倡导为继续进行和平谈判创造有利条件，以促进地区和全球安全、和平与稳定[164]。

## 国际组织
- 联合国：秘書長安東尼奧·古特雷斯呼籲以色列與伊朗雙方保持最大克制[165]，其發言人法爾漢·哈克補充指出，秘書長「譴責中東任何形式的軍事升級行動」[166]。
- 国际原子能机构：国际原子能机构表示，已啟動監控機制，密切關注局勢發展[167]。
- 非洲联盟：非洲聯盟呼籲以色列停止攻擊，並警告這將威脅國際和平[168]。
- 北大西洋公约组织：北約稱，以色列的盟友幫助緩和緊張局勢至關重要[169]。
- 欧洲联盟：歐盟外交和安全政策高級代表卡婭·卡拉斯表示，她已準備好支持和平與結束敵對行動[170]。
- 海合会：海灣合作委員會譴責這次针对伊朗的襲擊，並稱其對和平構成威脅[171]。
- 上海合作組織：上海合作組織對局勢升級表示嚴重關切，對以色列的襲擊表示強烈譴責[172]